# Educación: pasado, presente y futuro
Educación: pasado, presente y futuro (« Éducation : passé, présent et futur ») est une peinture murale de 86 m2 réalisée par l'artiste chilien Marco Hernández en 2009. Elle est située à l'entrée du Secrétariat général ministériel (SEREMI) de l'éducation de la région du Biobío, dans la ville de Concepción, au Chili.
L'œuvre est divisée en deux parties : une à l'extérieur du bâtiment, qui utilise une technique de mosaïque, et une autre à l'intérieur du bâtiment, qui utilise des acryliques. Son thème est l'évolution de l'éducation au Chili au fil des ans.

## Contexte

### L'auteur: Marco Hernández
Marco Antonio Hernández Albarrán (né à Traiguén le 18 février 1965) est un peintre chilien diplômé en arts plastiques, spécialisé dans l'huile et l'acrylique sur toile. Il participe à de nombreuses expositions individuelles et collectives depuis 1984. Lorsque cette peinture murale est réalisée, il enseigne à la Faculté d'architecture, d'urbanisme et de géographie (FAUG) de l'université de Concepción.

### Histoire
La fresque est dévoilée le 4 décembre 2009 à l'occasion de l'anniversaire du Secrétariat général ministériel de l'éducation (SEREMI).
La cérémonie se déroule dans la salle Pablo-Neruda, alors récemment créée. Marco Hernández prononce un discours dans lequel il remercie l'université et le doyen Ricardo Utz de la Faculté pour avoir contribué à la signature de l'accord entre l'université et l'entité gouvernementale, rendant le projet possible.

## L'œuvre

### Caractéristiques

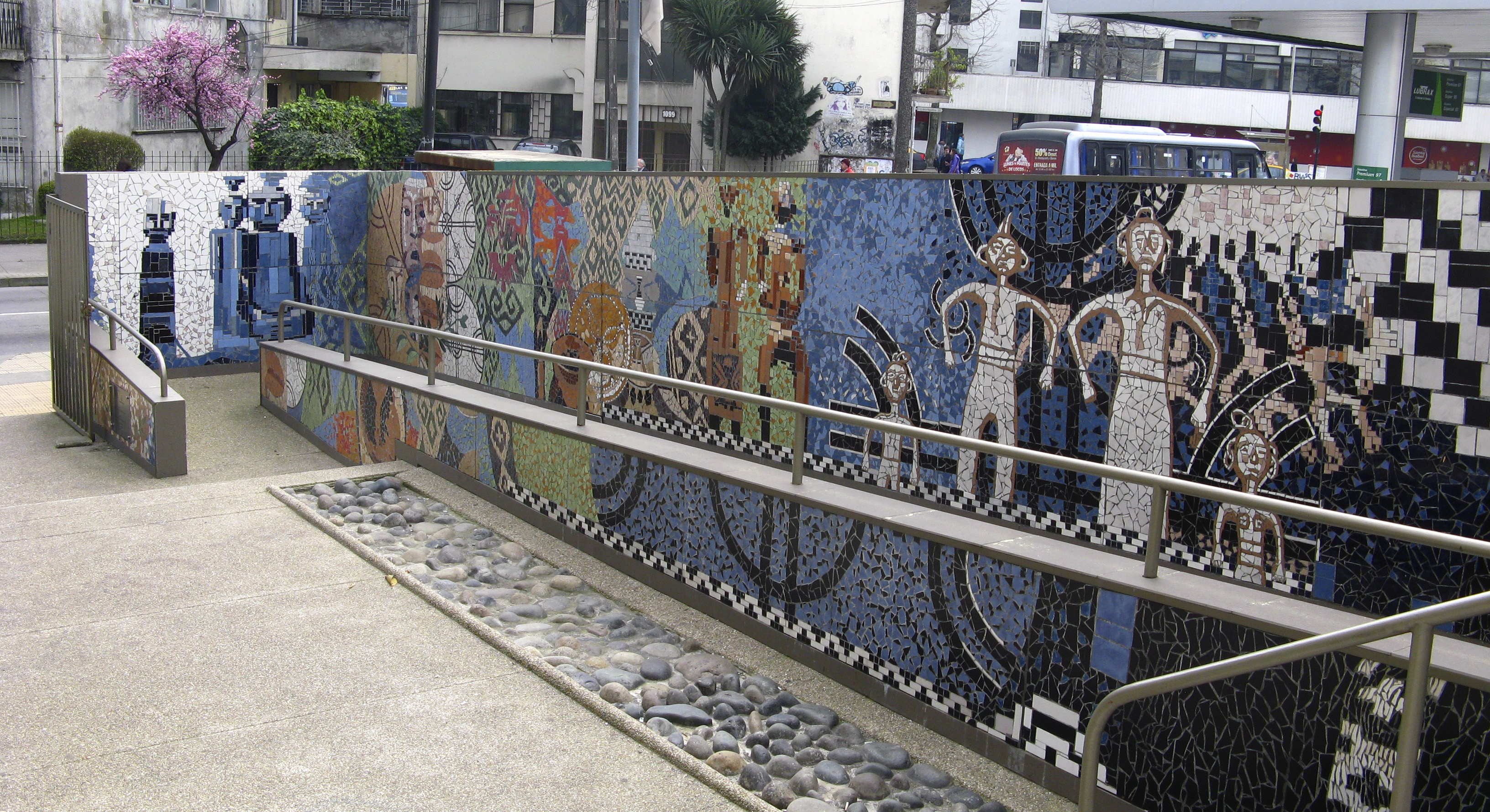
Les murs de l'accès pour handicapés sont également utilisés pour la fresque.

La peinture murale est divisée en deux parties : l'une à l'extérieur du bâtiment, conçue avec la technique de la mosaïque sur des carreaux de céramique, et l'autre à l'intérieur, qui utilise l'acrylique sur des panneaux d'aggloméré fixés au mur. La partie extérieure profite d'un mur sur toute sa longueur, en plus des murs de protection pour l'accès des handicapés, tandis que la partie intérieure profite également d'une petite inégalité qui augmente la hauteur de la peinture dans le dernier tronçon du mur. Au total, l'œuvre couvre une superficie de 86 m², répartis sur une hauteur de 1,91 mètre par une largeur de 45 mètres.
L'œuvre se caractérise par un style symbolique et figuratif aux couleurs intenses, analogue à celui utilisé dans d'autres peintures murales de la ville, comme les monuments historiques Presencia de América Latina et Historia de Concepción.

### Interprétation
La fresque raconte l'histoire de l'éducation au Chili, qui peut être lue chronologiquement de gauche à droite, de l'Amérique précolombienne au futur. La partie extérieure de la fresque raconte l'histoire du peuple indigène Mapuche, qui habitait la région avant l'arrivée des Espagnols. Certains de leurs enseignements et des matériaux utilisés à cette fin sont visibles dans cette partie.

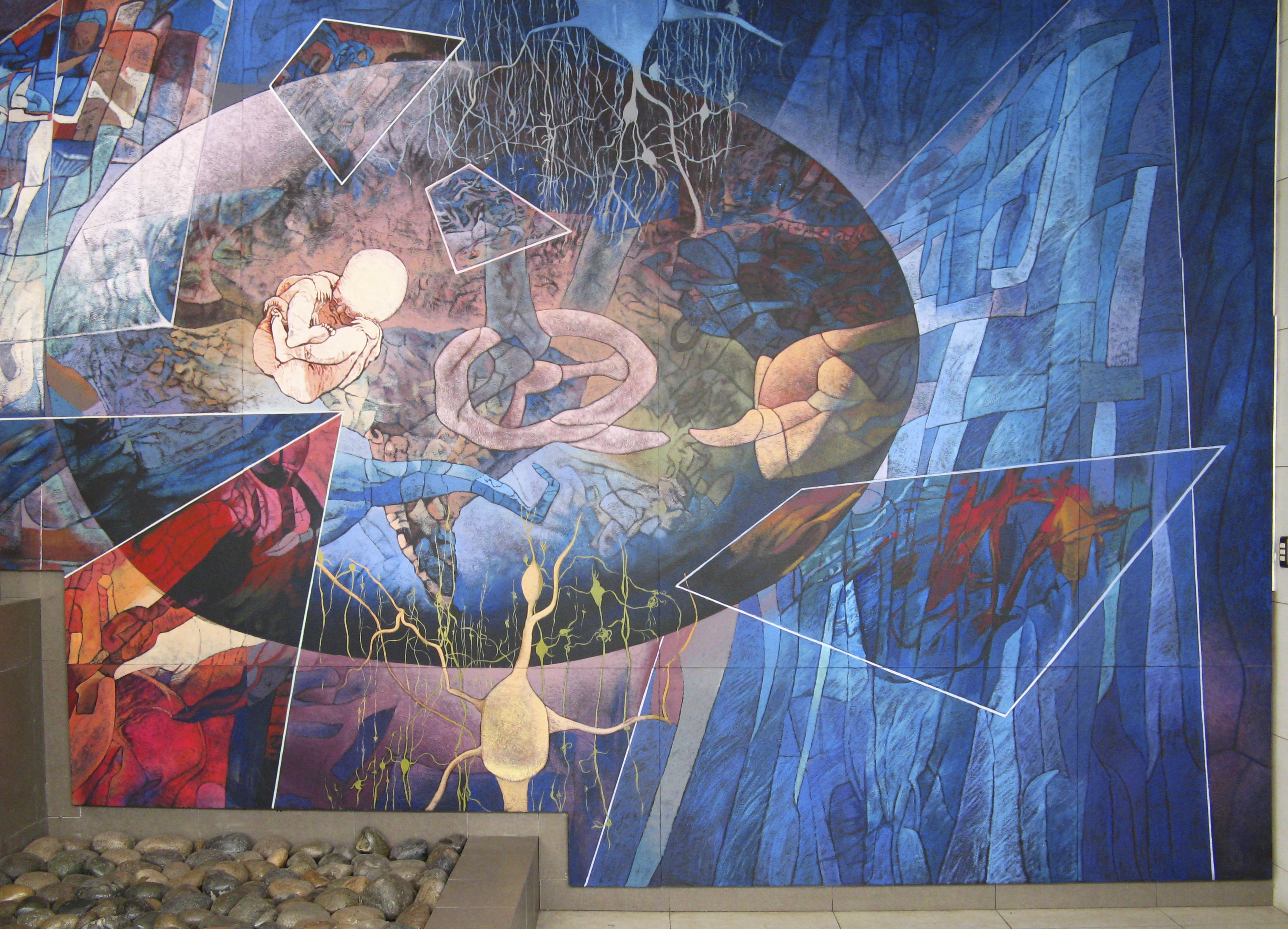
Détail de la partie du « futur », à l'intérieur, où l'on peut voir l'inégalité qui augmente la hauteur dans cette partie de la fresque.

La partie extérieure se termine par un livre ouvert, qui rejoint la partie intérieure de la fresque. Selon l'auteur lui-même, ce livre représente la transition vers le « présent », étant « le grand symbole du changement qu'a connu l'éducation, non seulement dans notre région, mais dans le monde entier ». Cette partie met en scène la figure d'un écolier et de deux jeunes étudiants universitaires, ainsi que plusieurs étapes qui ont marqué l'éducation ces dernières années, jusqu'à l'essor de la technologie, avec les ordinateurs et l'Internet. La partie inférieure montre l'évolution de l'enseignement des langues, en commençant par les voyelles, qui mènent ensuite à l'alphabet, qui est ici représenté avec les chiffres dans un tableau périodique, typique des sciences chimiques, pour laisser ensuite la place aux zéros et aux uns, qui constituent le code binaire utilisé par les ordinateurs d'aujourd'hui. Le clocher (es) de l'université de Concepción et la sculpture Hommage à l'esprit des fondateurs de l'université de Concepción (es) dans le forum de l'université sont également visibles dans cette partie.
À la fin de la fresque, qui correspond à la partie la plus intérieure à droite, où il y a une inégalité qui élargit la surface de l'œuvre, est représenté le « futur » qui, selon les mots de Marco Hernández, « est donné par une sorte d'holographie d'écrans numériques, où il y a un grand œil », qui dans son ensemble forme aussi « une grande matrice qui commence à créer un fœtus qui est là, et qui symbolise un futur incertain et abstrait ».